# Leonardo DiCaprio
Leonardo Wilhelm DiCaprio (n. 11 noiembrie 1974, Los Angeles, California) este un actor și producător de film american. El a fost nominalizat de șapte ori la Premiile Oscar și de zece ori la Premiile Globul de Aur, câștigând în 2004 Premiul Globul de Aur pentru cel mai bun actor într-o dramă pentru filmul The Aviator, și în 2013 Premiul Globul de Aur pentru cel mai bun actor într-un musical/comedie pentru rolul din filmul Lupul de pe Wall Street. A mai câștigat și în anul 2016 un Glob de Aur pentru rolul din The Revenant: Legenda lui Hugh Glass, rol pentru care, în același an, i s-a decernat Premiul Oscar pentru cel mai bun actor. Leonardo DiCaprio este si cofondator al echipei de curse auto de Formula E Venturi Grand Prix⁠(en)[traduceți].

## Biografie

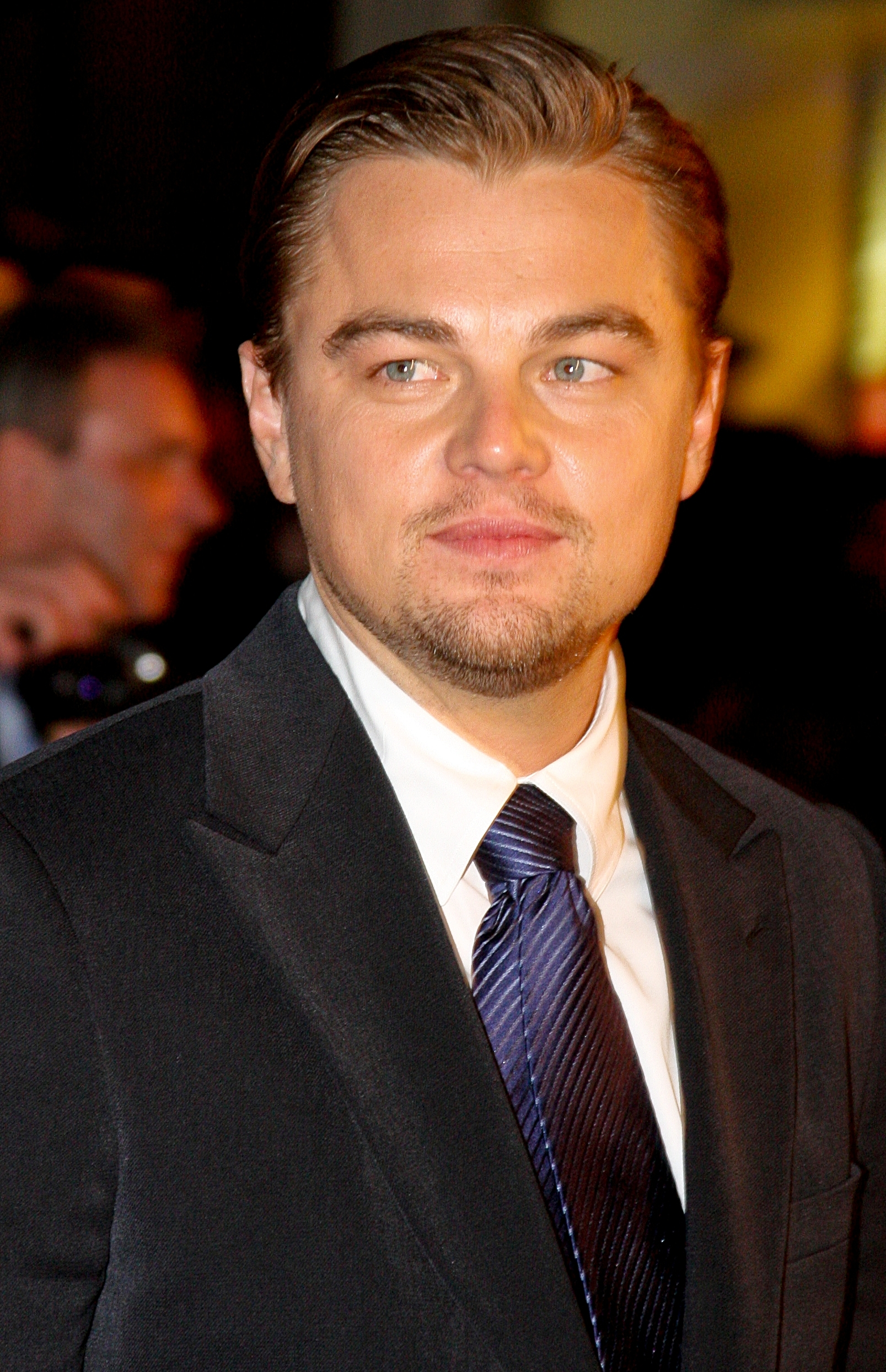
DiCaprio în 2008

DiCaprio este fiul unui autor american de benzi desenate, de origine germano-italiană, iar mama lui fiind de naționalitate germană. Se spune că numele a fost sub influența picturilor lui Leonardo da Vinci, pe care le văzuse mama lui gravidă în Italia. Părinții lui se despart când Leonardo are vârsta de 8 ani. DiCaprio trăiește în cartierul  Echo Park din Los Angeles, el își vizitează bunica, ceea ce explică cunoștințele sale de limbă germană.

## Carieră
La vârsta de cinci ani apare pentru prima oară pe ecranul de televiziune american, iar un manager îi propune să-și schimbe numele care avea un sunet exotic, lucru neacceptat de familia lui. Deși a primit sute de milioane de dolari din teatru, s-a dovedit că nu a terminat liceul.
Cariera de actor o începe în anul 1990, când joacă rolul lui Garry Buckman într-o versiune televizată a filmului Parenthood. În același an joacă în filmul Santa Barbara rolul tânărului Mason Capwell. Între anii 1991-1992 joacă rolul vagabondului Luke Brower în filmul comic „Casa noastră gălăgioasă”. După o serie numeroase de filme în care a jucat, va primi roluri în filme mai renumite ca Celebrity, regizat de Woody Allen, sau primește roluri ca „Arthur Rimbaud” și „Paul Verlaine” (poeți francezi).
Leonardo DiCaprio este desemnat candidat la Premiul Oscar pentru rolul tânărului handicapat Arnie Grape în filmul Gilbert Grape. În prezent, DiCaprio face parte din elita artiștilor americani de la Hollywood.
Pentru rolul jucat în filmul Catch Me If You Can a primit un onorariu de 20 milioane de dolari, în timp ce pentru rolul din filmul Titanic a primit numai 2,5 milioane (deși filmul Titanic este al șaselea în top 10 al celor mai bune filme epice).

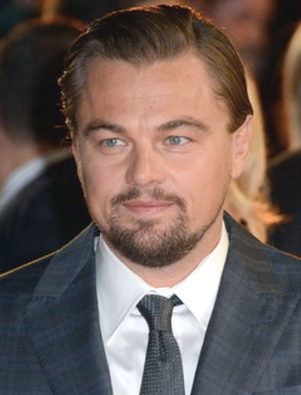
DiCaprio în 2014

Leonardo DiCaprio a fost nominalizat de șase ori la Premiile Oscar și de zece ori la Premiile Globul de Aur, câștigând în 2004 Premiul Globul de Aur pentru cel mai bun actor într-o dramă pentru filmul The Aviator, în 2013 Premiul Globul de Aur pentru cel mai bun actor într-un musical/comedie pentru rolul din filmul Lupul de pe Wall Street și în anul 2016 un Premiul Globul de Aur pentru rolul din The Revenant: Legenda lui Hugh Glass (rol pentru care, în același an, i s-a decernat Premiul Oscar pentru cel mai bun actor).

## Filmografie
- 1991: Critters 3
- 1992: Poison Ivy

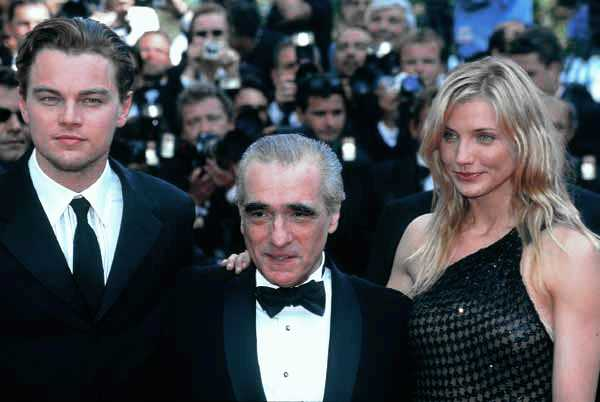
Leonardo DiCaprio (stânga), Martin Scorsese și Cameron Diaz

- 1993: Viața lui Toby (This Boy's Life), regia Michael Caton-Jones
- 1993: Blazarea lui Gilbert Grape (What’s Eating Gilbert Grape)
- 1995: Don's Plum
- 1995: Mai iute ca moartea (The Quick and the Dead), regia Sam Raimi
- 1995: The Basketball Diaries
- 1995: Eclipsă totală (Total Eclipse), regia Agneszka Holland
- 1996: William Shakespeare’s Romeo + Juliet
- 1996: Camera lui Marvin (Marvin’s Room), regia Jerry Zacs
- 1997: Titanic, regia James Cameron
- 1998: Omul cu masca de fier (The Man in the Iron Mask), regia Randall Wallace
- 1998: Celebritate (Celebrity), regia Woody Allen
- 2000: The Beach
- 2002: Bandele din New York (Gangs of New York), regia Martin Scorsese
- 2002: Prinde-mă, dacă poți (Catch Me If You Can), regia Steven Spielberg
- 2004: Aviatorul (The Aviator), regia Martin Scorsese
- 2006: Cârtița (The Departed), regia Martin Scorsese
- 2006: Blood Diamond (Blood Diamond), regia Edward Zwick
- 2007: The 11th Hour, film documentar
- 2008: Body of Lies
- 2008: Revolutionary Road
- 2010: Shutter Island (Shutter Island), regia Martin Scorsese
- 2010: Inception
- 2011: J.Edgar
- 2012: Django Unchained
- 2013: Marele Gatsby (The Great Gatsby), regia Baz Luhrmann
- 2013: The Wolf of Wall Street
- 2015: The Revenant, regia Alejandro G. Iñárritu
- 2019: A fost odată la... Hollywood (Once upon a time in Hollywood), regia Quentin Tarantino
- 2021: Nu priviți în sus (Don't Look Up), regia Adam McKay

## Critici
Leonardo DiCaprio a fost criticat pentru legăturile sale cu 1MDB, un fond suveran din Malaysia din care 3,5 miliarde de dolari ar fi fost deturnate în folosul șefilor săi, unor oameni de afaceri, membri ai Guvernului malaysian și pentru finanțarea unor proiecte cinematografice ale lui DiCaprio.